# Sossés

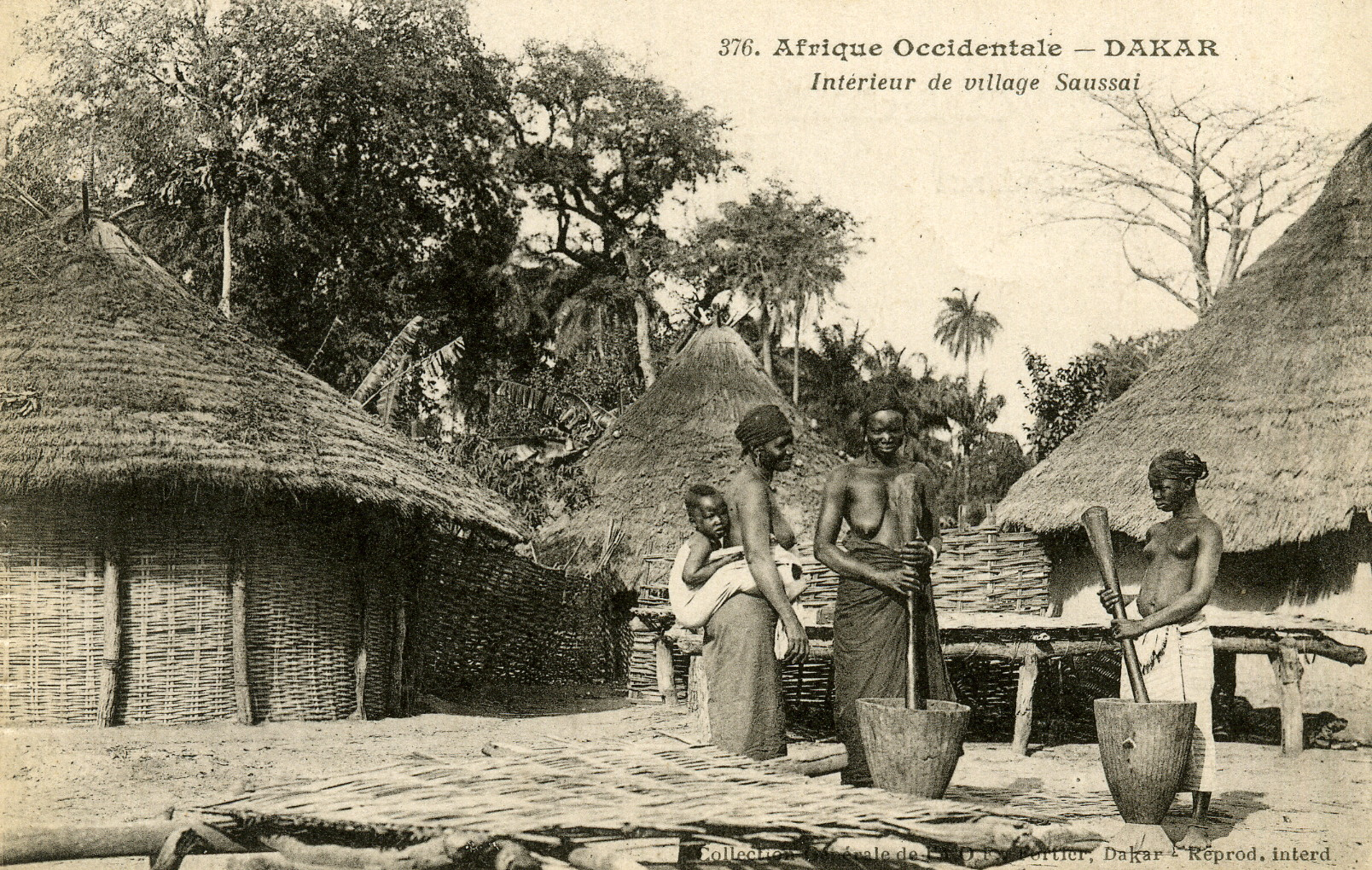
« Intérieur de village Saussai » (François-Edmond Fortier, vers 1920)

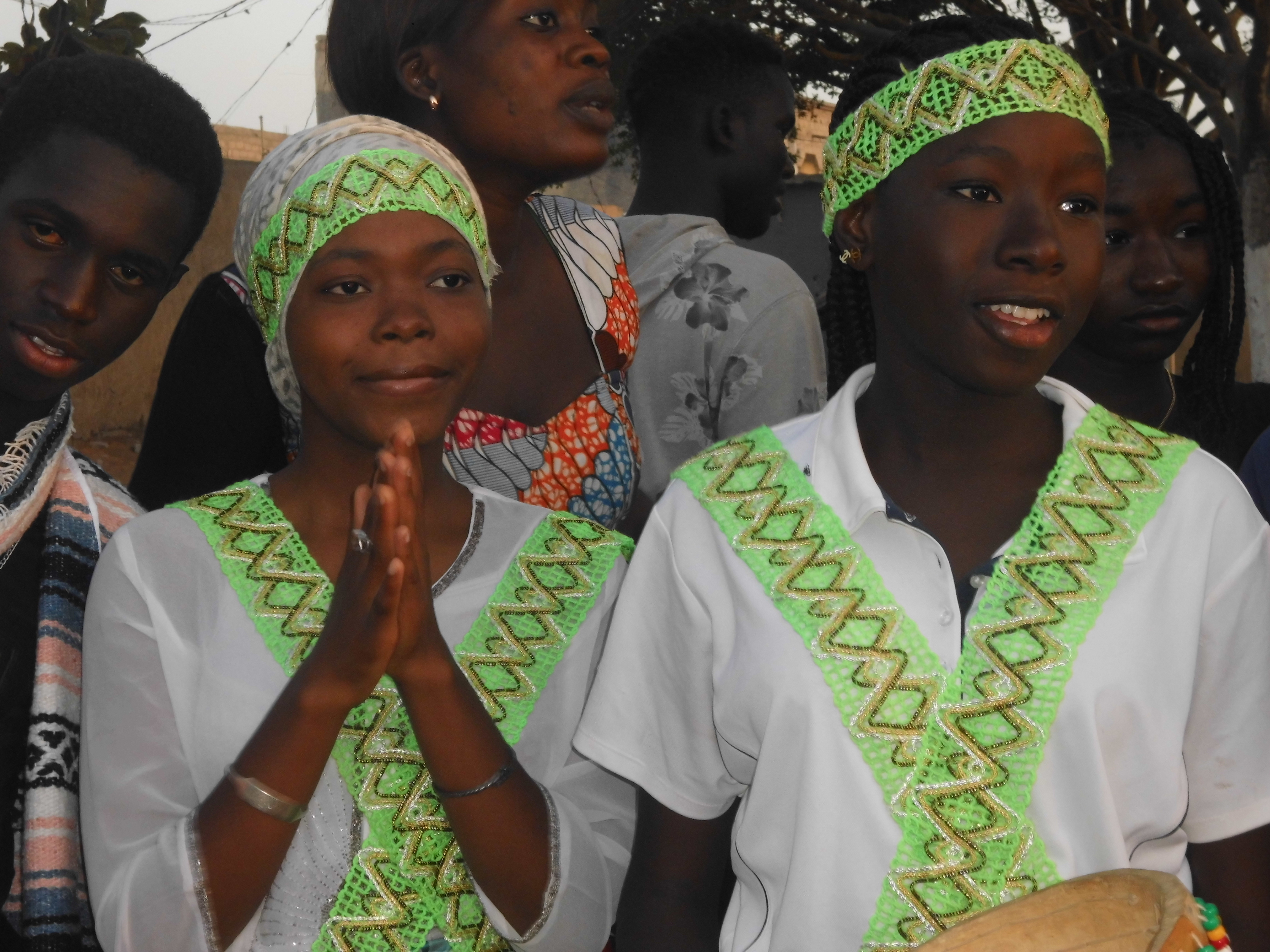
Veillée culturelle Sossé.

Le terme sossé  (ou socé ou saussai) est égal au terme mandingue. Il désigne, en particulier chez les Wolofs, toute personne d'ethnie mandingue du kaabu.
C'est un mot très utilisé au Sénégal pour désigner les Mandingues. Cependant, certains groupes mandingues au Sénégal se réclament comme Sossés, mais c'est qu'ils ont adopté ce mot pour se décrire.
Selon le recensement de 1988 au Sénégal, les Sossés y étaient 42 751, sur une population totale estimée à 6 773 417 habitants, soit 0,6 %.